# Чаира (язовир)
„Чаира“ е язовир в Южна България, част от Каскадата „Белмекен-Сестримо-Чаира“.
Разположен е в землището на село Сестримо в област Пазарджик, на около 5 km източно от по-големия язовир „Белмекен“. Построен е по течението на Чаирска река в периода 1975 – 1989 година. Основното му предназначение е да служи за долен изравнител на ПАВЕЦ „Чаира“ и ПАВЕЦ „Белмекен“, заедно с язовир „Станкови бараки“, с който са свързани със съединителна деривация. Планира се язовирът да се свърже и с нов язовир - „Яденица“, който трябва да увеличи акумулативния капацитет на двете централи.
Язовир „Чаира“ има ограничен собствен водосбор и се захранва главно с води от язовир „Белмекен“, обработвани от ПАВЕЦ „Чаира“. Язовирната стена е бетонна гравитачна с височина 86,2 метра, а водоемът е с обем 5,6 милиона кубични метра и площ 0,2 квадратни километра.